# Dawiat Mohamed
Pour les articles homonymes, voir Mohamed.
Dawiat Mohamed, née en 1979 à M'djoiezi Hambou, est une femme politique comorienne. Elle siège depuis 2020 à l'Assemblée de l'union des Comores.

## Carrière
Dawiat Mohamed, née en 1979 à M'djoiezi Hambou en Grande Comore, poursuit ses études secondaires au collège rural de Singani, à l'école privée Muigni Baraka et à l'École privée polyvalente. Elle devient sage-femme à l'École de médecine et de santé publique, au sein de la première promotion de l'université des Comores. Elle travaille de 2005 à 2016 à la maternité de l'hôpital El-Maarouf à Moroni avant d'être nommée directrice nationale de la Promotion du genre en 2016.
Membre de la Convention pour le renouveau des Comores, elle est élue dès le premier tour des élections législatives comoriennes de 2020 dans la circonscription de Hambou.